# Amalosia queenslandia
Amalosia queenslandia (квінслендський зігзаговий гекон) — вид геконоподібних ящірок родини диплодактилідів (Diplodactylidae). Ендемік Австралії. Описаний у 2023 році.

## Поширення і екологія
Квінслендські зігзагові гекони широко поширені в східних і центральних районах штату Квінсленд. Вони живуть в склерофільних лісах.